# Instituto de Historia Judía de Polonia
El Instituto de Historia Judía (en polaco: Żydowski Instytut Historyczny o ŻIH; en yidis: ייִדישער היסטאָרישער אינסטיטוט‎), también conocido como el Instituto de Historia Judía Emanuel Ringelblum, es una fundación ubicada en Varsovia, Polonia, centrada en la investigación y el estudio de la historia de los judíos en Polonia.

## Historia
El Instituto de Historia Judía fue creado en 1947 como sucesor de la Comisión Central de Historia Judía, fundada en 1944. La Asociación del Instituto de Historia Judía es la entidad responsable del mantenimiento del edificio y de los bienes del Instituto. El Instituto se encuentra bajo la tutela del Ministerio de Cultura y Patrimonio Nacional de Polonia. En 2009 recibió el nombre del historiador Emanuel Ringelblum. El Instituto es un repositorio de materiales documentales relacionados con la presencia histórica de los judíos en Polonia. También es un centro para la investigación académica, el estudio y la difusión de conocimientos sobre la historia y cultura de la comunidad judía polaca.
La parte más valiosa de la colección es el Archivo del Gueto de Varsovia, conocido como el Archivo Ringelblum (recopilado por el grupo Oyneg Shabbos). Contiene alrededor de 6.000 documentos (unas 30.000 páginas).

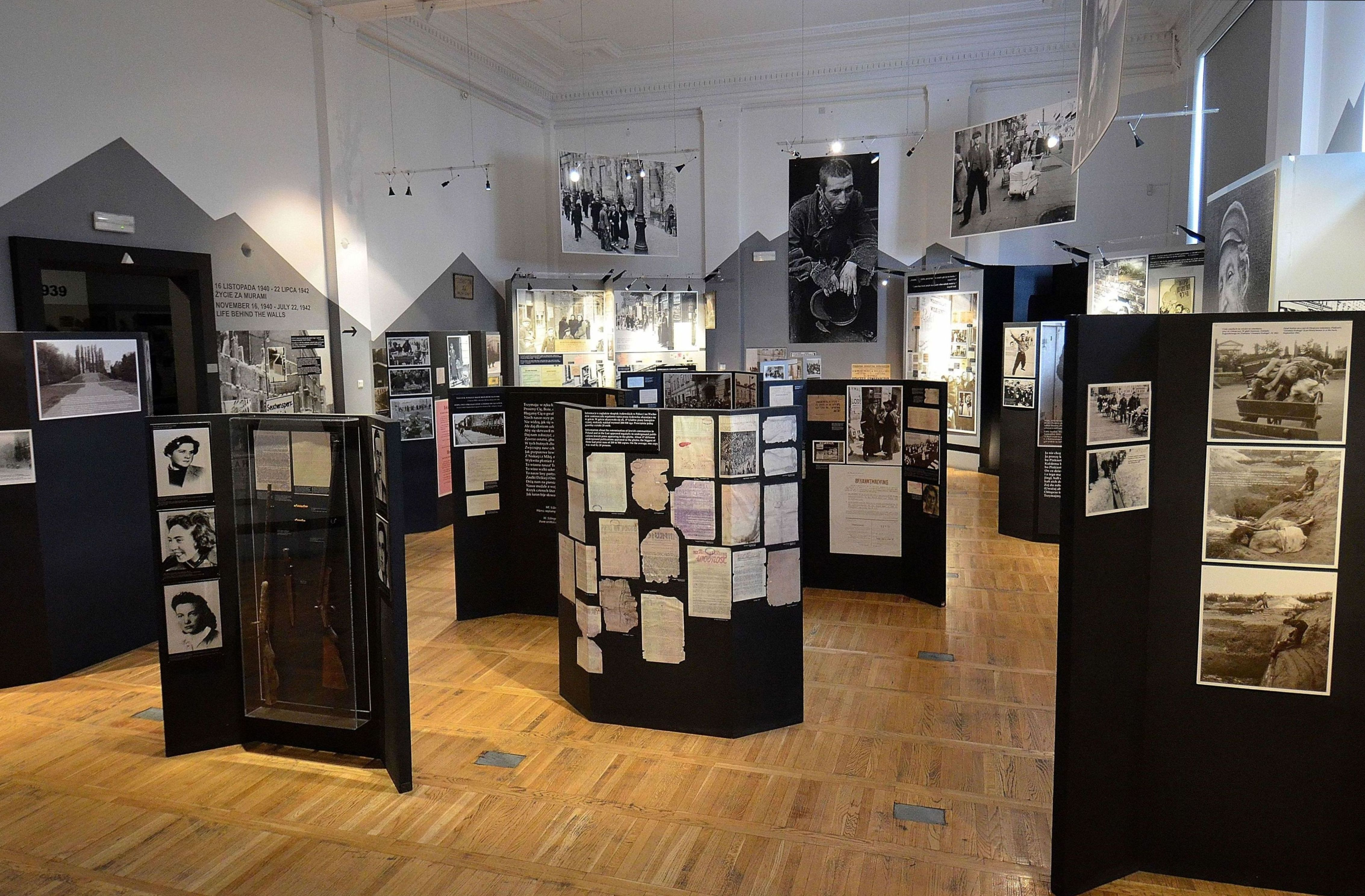
Exposición en el primer piso

Hay otras colecciones importantes relativas a la II Guerra Mundial, que incluyen testimonios (principalmente de judíos sobrevivientes del Holocausto), memorias y diarios, documentos de algunas de las organizaciones clandestinas que estuvieron en activo en Polonia bajo la ocupación nazi para proteger a la población y los documentos de los Consejos Judíos (Judenräte). La sección de documentación de lugares históricos judíos conserva alrededor de 40 mil fotografías sobre la vida y la cultura judía en Polonia.
El Instituto ha publicado abundantes documentos del Archivo Ringelblum, así como numerosos diarios y memorias de guerra. Asimismo, el Instituto ha venido publicando durante más de 60 años una revista científica, que en 2001 fue renombrada The Jewish History Quarterly (Revista Trimestral de Historia Judía), registrada en el Master Journal List de las principales revistas científicas en 2011.
En 2011, Paweł Śpiewak, Catedrático de Sociología de la Universidad de Varsovia y expolítico, fue nombrado Director del Instituto de Historia Judía por Bogdan Zdrojewski, Ministro de Cultura y Patrimonio Nacional.

## Directores
- Nachman Blumental, de 1947 a 1949
- Ber Mark, de 1949 a 1966
- Artur Eisenbach, de 1966 a 1968
- Szymon Datner, de 1969 a 1970
- Félix Tych, de 1995 a 2006
- Eleonora Bergman, de 2007 a 2011
- Paweł Śpiewak, desde el año 2011.